# Ryōga Kida
Ryōga Kida (japanisch 貴田 遼河 Kida Ryōga; * 15. Juli 2005 in der Präfektur Tokio) ist ein japanischer Fußballspieler.

## Karriere
Ryōga Kida erlernte das Fußballspielen in der Jugend von Nagoya Grampus. Hier unterschrienb er am 1. Februar 2023 seinen ersten Profivertrag. Der Verein aus Nagoya spielte in der ersten japanischen Liga, der J1 League. In seiner ersten Spielzeit bestritt er zwölf Erstligaspiele. Im Februar 2024 wechselte er auf Leihbasis zum argentinischen Erstligisten Argentinos Juniors. Hier spielt er für die zweite Mannschaft.